# Calvin Russell
Calvin Russell, właśc. Calvert Russell Kosler (ur. 31 października 1948 w Austin, Teksas, zm. 3 kwietnia 2011 w Garfield, Teksas) – amerykański piosenkarz i gitarzysta roots rockowy. 

## Życiorys
Naukę gry na gitarze zaczął w wieku 12 lat. Był członkiem zespołu Cavermen. W 1989 r., poznał Patricka Matce z francuskiej wytwórni New Rose w następstwie czego wydany został jego pierwszy album i artysta dał koncerty w Europie. Jego piosenki cieszyły się znacznie większą popularnością na starym kontynencie niż w samych Stanach Zjednoczonych. 
Zmarł na raka w wieku 62 lat w Garfield w stanie Teksas.

## Dyskografia
- A Crack in Time (1990)
- Sounds from the Fourth World (1991)
- Soldier (1992)
- Le Voyageur - Live (1993)
- Dream of the Dog (1995)
- Calvin Russell (1997)
- The Story of Calvin Russell - This Is My life (1998)
- Sam (1999)
- Crossroad (2000)
- Rebel Radio (2002)
- A Man in Full (2004)
- In Spite of It All (2005)
- Unrepentant (2007)
- Dawg Eat Dawg (2009)
- Contrabendo (2011)